# ويندي وايت (مغنية)
ويندي وايت (بالإنجليزية: Wendy White)‏ هي مغنية ومغنية أوبرا أمريكية، ولدت في 1959.

## وصلات خارجية
- ويندي وايت على موقع IMDb (الإنجليزية)
- ويندي وايت على موقع ميوزك برينز (الإنجليزية)
- ويندي وايت على موقع قاعدة بيانات الفيلم (الإنجليزية)